# GBU-28

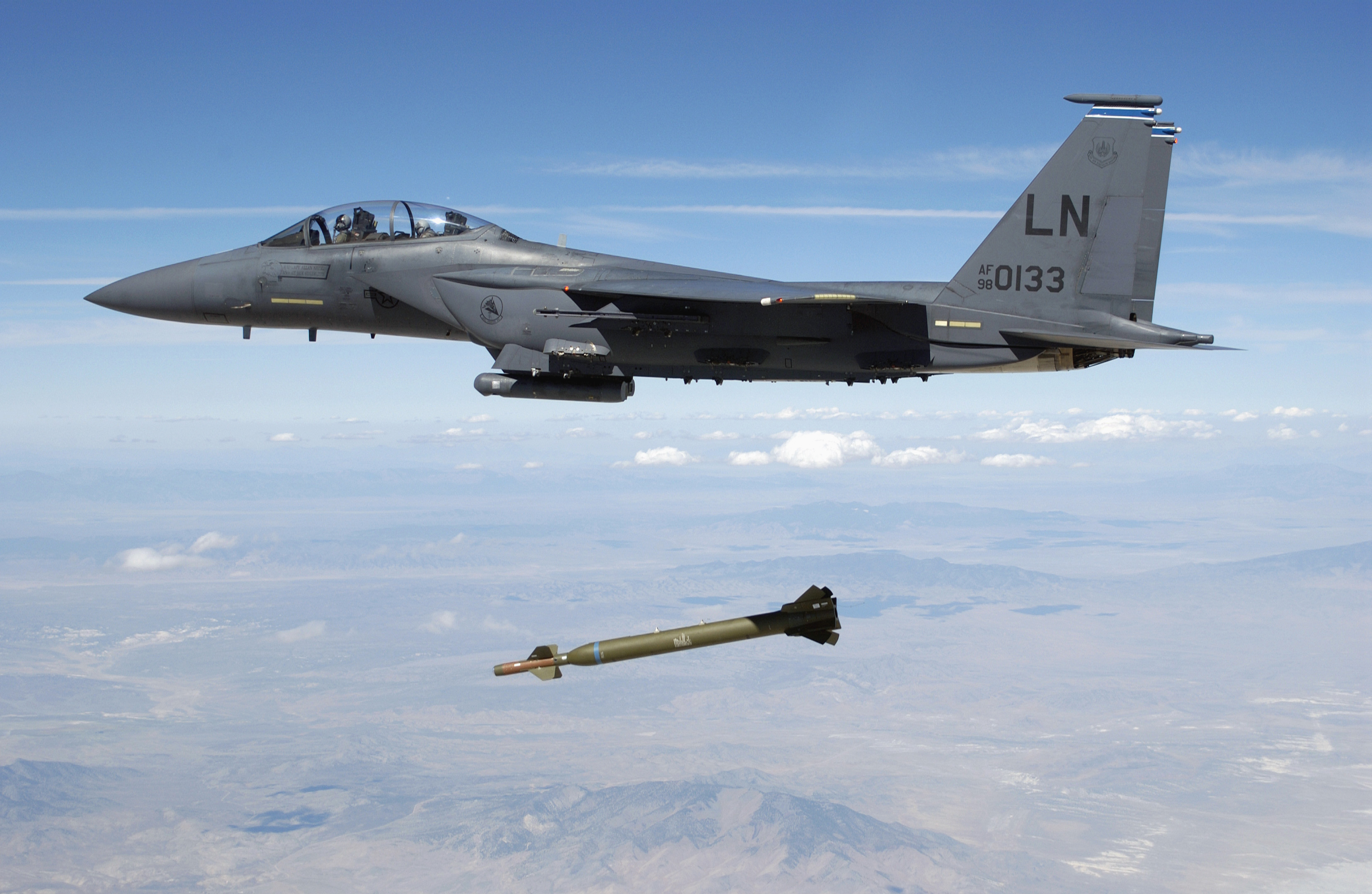

GBU-28 — американская противобункерная управляемая авиационная бомба массой 2,3 тонн, принята на вооружение в 1991 году.
«GBU-28» оснащена лазерной системой наведения. Корпус GBU-28 первоначально изготавливался из списанных артиллерийских стволов, главным образом, 8-дюймовой (203мм) гаубицы M110. Бомба способна пробить более 30 метров грунта или 6 метров бетона. Производитель — Уотервлитский арсенал.

## Применение
- Это оружие было успешно использовано в 1991 году против подземных бункеров и бомбоубежищ Багдада во время «Бури в пустыне», но некоторые укрепления эти бомбардировки выдержали[2]
- Российское интернет-издание «Аргументы Недели» со ссылкой на «некоторые данные» утверждает, что в августе 2011 года во время штурма Триполи силами ливийских повстанцев ВВС США сбросили бомбу GBU-28 на систему бункеров в резиденции Муаммара Каддафи — Баб-аль-Азизия.[источник не указан 838 дней]

## ТТХ
- Разработчик: Lockheed-BLU-113/B, National Forge-BLU-113A/B;
- Масса бомбы, кг: 2270 кг;
- Масса проникающей БЧ: 2003 кг;
- Длина: 3,88 м;
- Диаметр, м: 0,36 м;
- Взрыватель: FMU-143;
- Система наведения: лазерная;
- Дальность: около 10 км;
- Стоимость: $145600;
- Самолет-носитель: F-15E, F-111F